# Barranco de Tahodio
El Barranco de Tahodio es un barranco del macizo de Anaga situado en la cuenca hidrográfica o valle del mismo nombre, en la isla de Tenerife (Canarias, España).

## Descripción
Administrativamente queda enmarcado en el término municipal de Santa Cruz de Tenerife y se encuentra protegido en casi todo su recorrido bajo el espacio natural protegido del parque rural de Anaga.
Nace en la Hoya de las Palomas, entre las elevaciones Cabezo de la Cruz del Carmen y Cabezo de la Verga a 865 m s. n. m., y desemboca en la Bahía de Santa Cruz, teniendo una longitud de 8.605 metros. La cuenca hidrográfica que forma ocupa un área de 11,87 km².
En la cabecera del valle se encuentra el Monte de Aguirre, un enclave que conserva un antiguo bosque de laurisilva de condiciones singulares, por lo que su acceso está controlado. Además, debido a la densa masa forestal, existen cerca de una treintena de obras de captación de agua en forma de galerías y manantiales que han sido fundamentales para el abastecimiento de agua de Santa Cruz de Tenerife.
En el recorrido del barranco se sitúan las poblaciones de Tahodio, La Alegría y Urbanización Anaga, estas dos últimas ya cerca de su desembocadura.

## Charca de Tahodio
En el tramo medio del barranco se encuentra una presa conocida como Charca de Tahodio, con una capacidad para 900.000 m³ de agua, aunque en la actualidad la cantidad que puede albergar se sitúa en los 400.000 m³.
La presa comenzó a construirse en agosto de 1914 y se concluyó en 1926. Sus aguas se utilizaron para regar las antiguas fincas de plátanos de Santa Cruz así como para abastecer sus fuentes públicas.

## Galería

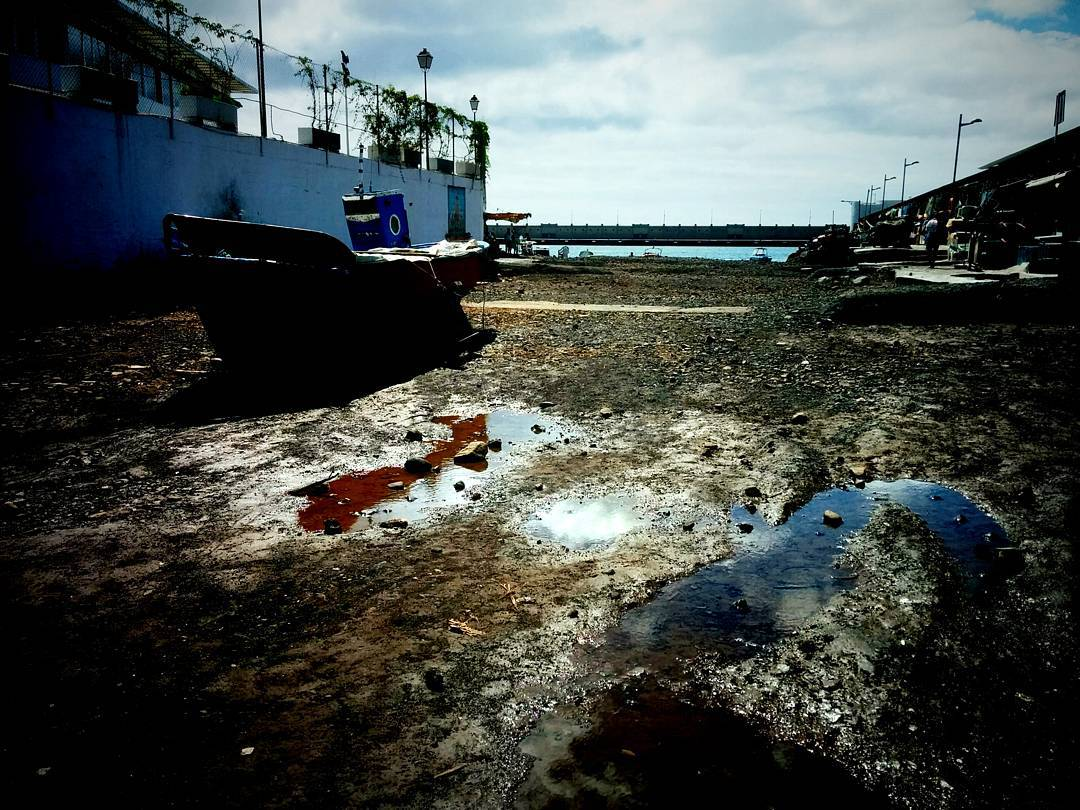
Desembocadura.